# Cuyaïta
La cuyaïta és un mineral de la classe dels òxids. Rep el nom del poble de Cuya, a Xile, on va ser descoberta aquesta espècie.

## Característiques
La cuyaïta és un òxid de fórmula química Ca₂Mn3+As3+14O24Cl. Va ser aprovada com a espècie vàlida per l'Associació Mineralògica Internacional l'any 2019, sent publicada per primera vegada el 2020. Cristal·litza en el sistema monoclínic. La seva duresa a l'escala de Mohs és 2,5.
L'exemplar que va servir per a determinar l'espècie, el que es coneix com a material tipus, es troba conservat a les col·leccions mineralògiques del Museu d'Història Natural del Comtat de Los Angeles, a Los Angeles (Califòrnia) amb el número de catàleg: 74462.

## Formació i jaciments
Va ser descoberta a Xile, concretament a la localitat de Cuya, a la vall de Los Camarones, dins la província d'Arica (Arica y Parinacota), on es troba en forma d'agulles primes (allargades a [010]), típicament en aerosols divergents i creixements subparal·lels. Es tracta de l'únic indret de tot el planeta on ha estat descrita aquesta espècie mineral.